# Cá tầm
Cá tầm là một tên gọi để chỉ một chi cá có danh pháp khoa học là Acipenser với 21 loài đã biết. Là một trong những chi cá cổ nhất hiện còn tồn tại, chúng có nguồn gốc tại các vùng nước châu Âu, châu Á và Bắc Mỹ. Cá tầm có kích thước dài khoảng 2,5-3,5 m (8–11 ft) không phải là hiếm và một số loài có thể còn to lớn hơn.
Cá tầm là các loài cá ăn ở tầng đáy. Với chiếc mõm hình nêm chúng sục sạo lớp đáy bùn mềm và bằng cơ quan xúc giác nhạy cảm (râu) thì chúng có thể phát hiện các loài động vật giáp xác và cá nhỏ, là nguồn thức ăn của chúng. Vì không có răng nên chúng không thể bắt các con mồi lớn.

## Môi trường sống
Nhiều loài cá tầm sinh sống phần lớn thời gian ngoài biển, nhưng theo chu kỳ thì chúng lại ngược dòng quay trở lại các con sông lớn để đẻ trứng. Một vài cá thể thực hiện công việc này vào cuối mùa vì các mục đích nào đó chưa rõ. Chỉ có một ít loài là sống hoàn toàn trong vùng nước ngọt và không có loài nào sinh sống tại khu vực nhiệt đới hay ở nam bán cầu.

## Sử dụng
Tại Nga việc đánh bắt cá tầm có giá trị lớn. Vào đầu mùa hè, cá tầm di cư vào sông hay về phía bờ của các hồ nước ngọt thành các bầy lớn để đẻ trứng. Các trứng đơn lẻ rất nhỏ, và số lượng trứng mà một con cá cái có thể đẻ có thể lên tới 3 triệu quả trong một mùa. Trứng của một số loài được quan sát thấy là sẽ nở trong vòng vài ngày sau khi được đẻ ra. Có lẽ tốc độ lớn của cá bột là rất nhanh, nhưng người ta hiện vẫn chưa rõ là những con cá con ở lại vùng nước ngọt trong bao lâu trước khi di cư ra biển. Sau khi đạt tới độ tuổi trưởng thành thì tốc độ lớn của chúng dường như là chậm lại rất nhiều, mặc dù vẫn còn tiếp tục trong vài năm. Frederick Đại Đế đã nuôi một số cá tầm tại hồ Garder See ở Pomerania vào khoảng năm 1780; một số trong chúng vẫn còn sống tới năm 1866. Giáo sư von Baer cũng thông báo rằng, theo kết quả của các theo dõi trực tiếp thực hiện tại Nga thì Hausen (cá tầm Beluga - Acipenser huso) sống thọ 100 tuổi, nhưng có thể sống trên 200 năm.
Tại các nước như Anh, nơi mà người ta đánh bắt được rất ít cá tầm thì chúng được ăn ở dạng cá tươi, thịt của chúng rắn chắc hơn của các loại cá thông thường khác, hương vị thơm, mặc dù hơi béo. Cá tầm được coi là loại cá của hoàng gia trong sắc luật của vua Edward II, mặc dù có lẽ chỉ rất hiếm khi chúng xuất hiện trên bàn ăn của hoàng gia vào thời kỳ đó. Tại những khu vực mà cá tầm đánh bắt được với số lượng lớn, chẳng hạn trên các con sông ở miền nam Nga hay trong các hồ lớn ở Bắc Mỹ thì thịt của chúng được phơi khô, hun khói hay ướp muối. Các loại trứng cá với kích thước lớn được dùng để làm món trứng cá muối. Vì mục đích này, cá tầm bị đánh bằng roi mềm và sau đó bị ép qua các chiếc sàng, để lại các mô sợi và màng ở lại trên sàng, trong khi trứng được thu thập tại chậu đặt phía dưới sàng. Một lượng muối thích hợp được thêm vào trước khi trứng được đem đóng gói. Bên cạnh đó, các loại thạch tốt nhất được sản xuất từ bong bóng cá tầm. Sau khi được lấy ra khỏi cơ thể một cách cẩn thận, người ta rửa nó trong nước ấm, cắt dọc theo chiều dài của bong bóng để tách các màng bên trong, nó chứa khoảng 70% là glutin.
Cá tầm (và vì thế là việc buôn bán trứng cá muối) đang bị đe dọa nghiêm trọng do đánh bắt thái quá, săn bắt trộm và ô nhiễm nước.

## Các loài
21 loài cá tầm (Acipenser) gần như phân bổ đồng đều giữa Cựu và Tân thế giới. Phần lớn các loài hiện nay được coi là cực kỳ nguy cấp, nguy cấp hay dễ thương tổn. Theo Encyclopædia Britannica 1911 thì các loài quan trọng nhất là:

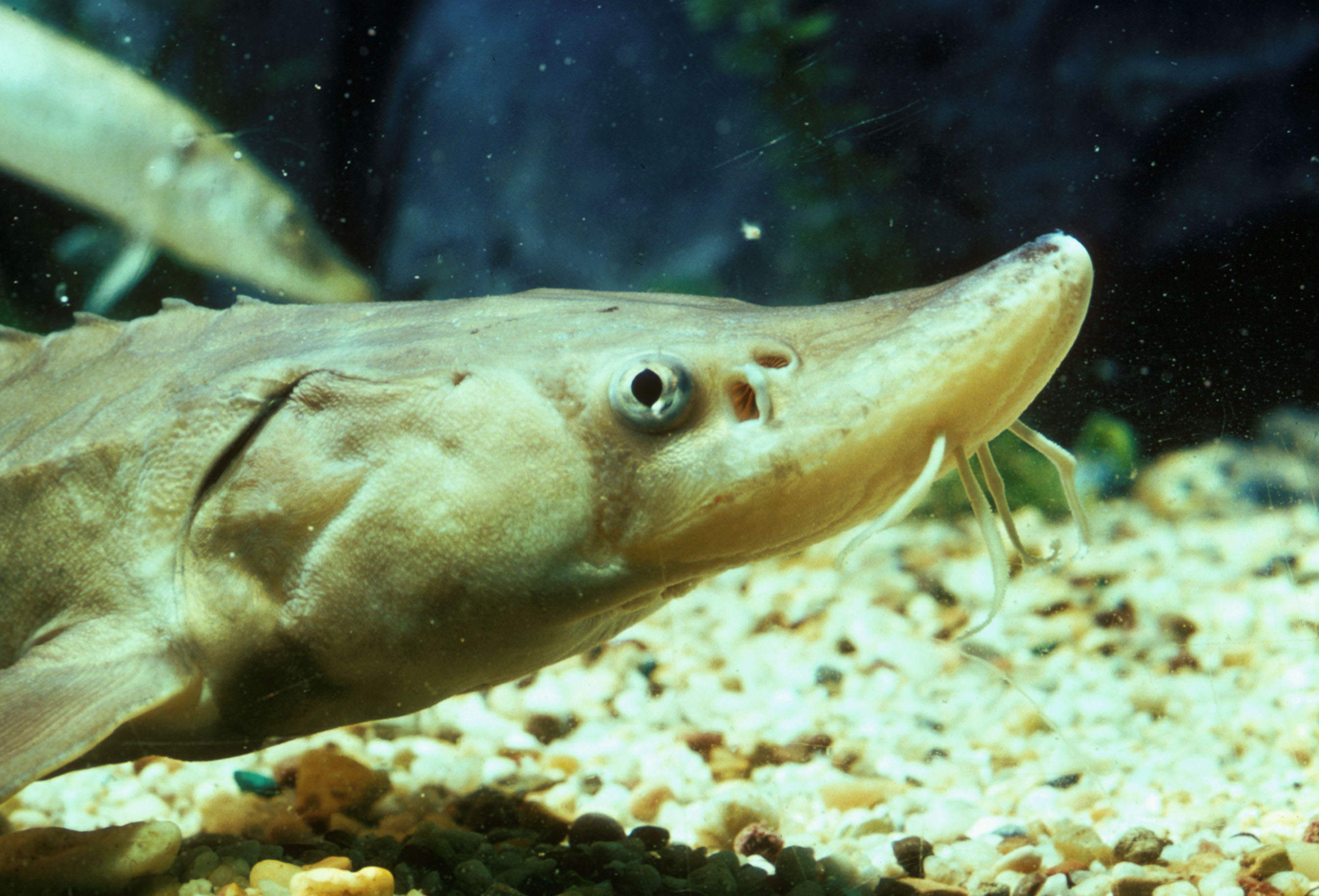
Cá tầm mũi ngắn (Acipenser brevirostrum)

- Cá tầm thông thường (Acipenser sturio), còn gọi là cá tầm châu Âu, cá tầm Đại Tây Dương hay cá tầm Baltic, có tại tất cả các vùng bờ biển châu Âu, nhưng không có tại biển Đen. Gần như tất cả các cá tầm đánh bắt được tại Anh là thuộc về loài này; chúng cũng không phải hiếm tại khu vực ven biển của Bắc Mỹ. Loài này có thể dài tới 4 m (12 ft), nhưng thường xuyên bị đánh bắt ở dạng đơn lẻ, vì thế không thể coi là cá có tầm quan trọng kinh tế-thương mại. Hình dáng mõm của nó thay đổi theo tuổi (giống như ở các loài khác), trở nên cùn và ngắn ở những con cá già. Chúng có 11-13 tấm xương chắn dọc theo lưng và 29-31 dọc theo hông. Cá tầm châu Âu hiện nay gần như không còn do đánh bắt thái quá.
- Cá tầm Nga (Acipenser gueldenstaedtii), là một trong những loài cá có giá trị kinh tế cao nhất tại các dòng sông ở Nga. Tiếng Nga gọi là osétr (oсётр); người ta cho rằng chúng còn sinh sống cả trong những con sông vùng Xibia và có thể có cả ở hồ Baikal. Chúng có kích thước tương tự như cá tầm thông thường và đã từng khá phổ biến tại các con sông chảy ra biển Đen và biển Caspi. Trên ¼ lượng trứng cá muối và thạch cá tầm được sản xuất tại Nga và Iran là từ loài cá này. Tuy nhiên, do nạn đánh bắt trộm và khái thác tận diệt nên hiện nay loài này rơi vào tình trạng nguy cấp về mặt bảo tồn.
- Cá tầm sao (Acipenser stellatus), trong tiếng Nga gọi là "sevruga" (cеврюга), có nhiều tại các con sông chảy ra biển Đen và biển Azov. Chúng có mõm dài và nhọn, tương tự như ở sterlet (xem dưới đây), nhưng chỉ có một râu không tua. Mặc dù có kích thước chỉ cỡ một nửa các loài trên đây, nhưng giá trị của nó thì không thua kém, thịt của nó được đánh giá cao hơn và trứng cũng như thạch từ loài này có giá cao hơn. Năm 1850 người ta thông báo rằng mỗi năm có trên 1 triệu cá tầm này được đánh bắt.
- Cá tầm hồ (Acipenser rubicundus hay Acipenser fulvescens), theo ý kiến của các nhà ngư học Bắc Mỹ thì loài cá tầm này với cá tầm ở miền đông Bắc Mỹ (Acipenser maculosus?) là một loài, trong những năm gần đây đã trở thành khách thể của ngành công nghiệp lớn và nhiều lợi nhuận tại các khu vực khác nhau trên hồ Michigan và hồ Erie; thịt của nó được hun khói sau khi được lạng thành các mảnh và ngâm nước muối nhẹ; Những phần cắt bỏ (đầu, đuôi v.v) và các phần mỏng còn lại được dùng để nấu lấy dầu; gần như toàn bộ trứng cá muối được chuyển sang châu Âu. Một hãng sản xuất trung bình mỗi năm dùng hết khoảng 10.000-18.000 cá tầm, trung bình mỗi con nặng 23 kg (50 lb). Cá tầm hồ không thể di cư ra biển, trong khi các cá thể phía dưới thác Niagara lại có thể tự do di chuyển ra biển; và hoàn toàn có thể là các con cá thuộc loài này mà người ta nói rằng thu được tại vịnh Tay trên thực tế là đánh bắt được tại khu vực ven biển của Scotland.
- Cá tầm nhỏ (Sterlet - từ tiếng Nga cтерлядь) (Acipenser ruthenus, một số tài liệu gọi là cá tầm sông Danube, nhưng thực ra rất ít khi đánh bắt được chúng tại sông này), là một trong những loài cá tầm nhỏ nhất, chúng sinh sống tại các biển như biển Đen, Caspi, Azov, Baltic, Bạch Hải, Barents, Kara và ngược dòng vào sông với khoảng cách lớn từ biển hơn nhiều so với các loài cá tầm khác; vì thế nó có thể là không phải là phổ biến tại khu vực sông Danube ven Viên, nhưng lại có thể đánh bắt được tại các khu vực xa hơn về thượng nguồn như ở Ratisbon và Ulm. Nó phổ biến hơn nhiều tại các con sông của Nga, tại đây nó được đánh giá cao do chất lượng tuyệt hảo của thịt cũng như cung cấp các loại trứng cá muối và thạch cá tốt nhất. Trong thế kỷ 18 đã có các ý định đưa loại cá có giá trị này vào tỉnh Prussia và Thụy Điển, nhưng không thành. Cá tầm nhỏ được phân biệt với các loài cá tầm châu Âu khác bởi chiếc mõm dài và hẹp cùng râu có tua. Nó ít khi dài quá 1 m (3 ft).
- Cá tầm Beluga (Acipenser huso, hiện nay là Huso huso, ("hausen" của Đức), được nhận ra bởi sự thiếu vắng các tấm xương trên mõm và sợi râu xúc giác bẹt, tương tự như một băng vải. Nó là một trong những loài lớn nhất, có thể dài trên 5 m và cân nặng trên 900 kg (2.000 lb). Chúng sinh sống tại khu vực biển Đen, biển Caspi và biển Azov, từ đây mà trong những năm trước đây hàng đàn cá lớn bơi vào các con sông lớn của Nga và sông Danube. Nhưng số lượng của chúng đã giảm nhiều trong thời gian gần đây và các cá thể nặng khoảng 540 kg (1.200 lb) hiện nay là rất hiếm. Thịt, trứng và bong bóng của chúng có giá trị lớn hơn so với phần lớn các loài cá nhỏ nhưng phổ biến hơn.

Các loài khác
- Acipenser baerii
  - Cá tầm Siberi, Acipenser baerii baerii
  - Cá tầm Baikal, Acipenser baerii baicalensis
- Cá tầm mũi ngắn, Acipenser brevirostrum  Lưu trữ ngày 23 tháng 8 năm 2007 tại Wayback Machine
- Cá tầm Dương Tử (cá tầm Dabry), Acipenser dabryanus
- Cá tầm lục, Acipenser medirostris
- Cá tầm Sakhalin, Acipenser mikadoi
- Cá tầm Nhật Bản, Acipenser multiscutatus
- Cá tầm Adriatic, Acipenser naccarii
- Cá tầm tua râu (hay cá tầm hoang, cá tầm tàu, cá tầm gai), Acipenser nudiventris
- Acipenser oxyrinchus
  - Cá tầm vịnh, Acipenser oxyrinchus desotoi
  - Cá tầm Đại Tây Dương, Acipenser oxyrinchus oxyrinchus
- Cá tầm Ba Tư, Acipenser persicus
- Cá tầm Amur, Acipenser schrenckii
- Cá tầm Trung Quốc, Acipenser sinensis
- Cá tầm trắng, Acipenser transmontanus
- Họ Cá tầm (Acipenseridae) bao gồm cả ba chi khác cũng được gọi vắn tắt là cá tầm, bao gồm:
- Chi Scaphirhynchus: Là 3-4 loài cá tầm đầu xẻng hay cá tầm mũi xẻng, được phân biệt bằng chiếc mõm dài, rộng và bẹt, sự nén nhỏ lại của các lỗ thở và sự hợp nhất của các hàng vảy theo chiều dọc ở phía sau cơ thể. Tất cả các loài này đều là cá nước ngọt. Một loài rất hiếm ở sông Mississippi và các sông khác của Bắc Mỹ. Hai/ba loài còn lại có ở các sông lớn thuộc miền đông châu Á.
- Chi Huso gồm cá tầm Beluga (Huso huso) cùng cá tầm Kaluga (Huso dauricus).
- Pseudoscaphirhynchus kaufmanni (Cá tầm đầu xẻng giả)[3] thuộc chi chị em với chi Scaphirhynchus là chi Pseudoscaphirhynchus, gồm 3 loài sống ở khu vực Trung Á và đông bắc châu Á.